# Републикански път III-6222
Републикански път IIІ-6222 е третокласен път, част от Републиканската пътна мрежа на България, преминаващ изцяло по територията на Кюстендилска област. Дължината му е 26,2 km.
Пътят се отклонява надясно при 13,2 km на Републикански път III-622 в центъра на село Ваксево и се насочва на югозапад, нагоре по долината на река Елешница (десен приток на Струма). След 6 km, в долната махала на село Смоличано, напуска долината на реката и се изкачва по източните хребети на Осоговска планина. Преминава през центъра на село Смоличано и село Пелатиково, където завива на север и започва спускане надолу по долината на Гращичка река (десен приток на Струма). Преминава през селата Рашка Гращица и Згурово, напуска долината на Гращичка река и при село Берсин слиза от планината в южната част на Кюстендилската котловина. Тук пътят преминава през село Граница, завива на север и в южната част на село Багренци се свързва с Републикански път II-62 при неговия 5 km.
| Пътища, отклоняващи се надясно (населено място, № на пътя, посока на пътя) | km   | Пътища, отклоняващи се наляво (посока на пътя, № на пътя, населено място) |
| -------------------------------------------------------------------------- | ---- | ------------------------------------------------------------------------- |
| Община Невестино III-622, 13,2 km, с. Ваксево →                            | 0,0  | → с. Ваксево, 13,2 km, III-622, Община Невестино                          |
| с. Смоличано                                                               | 6    | с. Смоличано                                                              |
| (за с. Длъхчево-Сабляр) общински път ←                                     | 9,2  | → общински път (за с. Страдалово)                                         |
| с. Пелатиково                                                              | 12,5 | с. Пелатиково                                                             |
| с. Рашка Гращица                                                           | 16,1 | с. Рашка Гращица                                                          |
| (за с. Неделкова Гращица) общински път, с. Згурово ←                       | 18,1 | с. Згурово                                                                |
| Община Кюстендил                                                           | 19,5 | Община Кюстендил                                                          |
| (за с. Нови чифлик) общински път, с. Берсин ←                              | 20,8 | → с. Берсин, общински път (за с. Търсино)                                 |
|                                                                            | 21,5 | → общински път (за с. Лелинци)                                            |
| с. Граница                                                                 | 23,8 | → с. Граница, общински път (за селата Слокощица и Пиперков чифлик)        |
| (от 26,8 km на I-6) II-62, 5 km, с. Багренци →                             | 26,2 | → с. Багренци, 5 km, II-62 (до гр. Самоков)                               |